# Soul Asylum
Soul Asylum – amerykański zespół rockowy założony w 1983 w Minneapolis (Minnesota, USA).
Zespół tworzyli gitarzysta Dan Murphy, basista Karl Mueller (zmarł w 2005, zastąpiony przez Tommy'ego Stinsona), wokalista i gitarzysta Dave Pirner oraz perkusista Grant Young (obecnie Michael Bland). Soul Asylum wydało szereg płyt, m.in. Clam Dip & Other Delights, Grave Dancers Union, w 2004 roku ukazał się album After the Flood: Live from the Grand Forks Prom, June 28, 1998. W 2006 zespół nagrał płytę The Silver Lining, a w 2012 Delayed Reaction.

## Dyskografia
- Say What You Will, Clarence... Karl Sold the Truck (1984)
- Made to Be Broken (1986)
- While You Were Out (1986)
- Hang Time (1988)
- And the Horse They Rode In On (1990)
- Grave Dancers Union (1992)
- Let Your Dim Light Shine (1995)
- Candy from a Stranger (1998)
- The Silver Lining (2006)
- Delayed Reaction (2012)
- Change of Fortune (2016)
- Hurry Up and Wait (2020)